# Маланюк, Владимир Павлович
Влади́мир Па́влович Маланю́к (21 июля 1957, Архангельск, РСФСР, СССР — 2 июля 2017, Киев) — советский и украинский шахматист, гроссмейстер (1987). Офицер Черноморского флота, капитан 1-го ранга, представлял ЦСКА.

## Биография
Родился в Архангельске. Первый тренер - Я. Г. Карбасников, создавший в Архангельске шахматную школу и воспитавший нескольких гроссмейстеров. Был приглашен в школу Ботвинника-Корчного при ДСО «Труд». В 1973-м в команде РСФСР победил на Всесоюзных юношеских играх. Позднее стал мастером спорта СССР.
С 1979 года на службе на Черноморском флоте. Выиграл чемпионат ВС СССР.  Имел по службе проблемы политического характера: «Естественно, я с особым вниманием следил за очень непростой и изломанной шахматной и личной судьбой Корчного. Она коренным образом изменила и мою судьбу. В 1979 году я был призван на Черноморский флот офицером. Вскоре меня вызвали в особый отдел, где предложили написать о человеке, который предал КПСС и советский народ. Ясно, что сделать это было для меня невозможно. Я, правда, написал рапорт, но положительный, и он был немедленно разорван. Так как я выигрывал каждый год чемпионат Вооруженных Сил, меня оставили в покое, но, получив еще от меня отказ вступить в антинародную партию, меня просто сделали невыездным».
Постоянно проживал в Севастополе. Победитель чемпионатов Украины 1980, 1981 и 1986 годов. В 1983 году впервые выходит в финал чемпионата СССР  где занял шестое место с Петросяном, Псахисом и Романишиным. Победитель Мемориала Сокольского (1985). В 1985 году выиграл полуфинал СССР с результатом 13 из 17 возможных, на 2,5 очка обогнав второго призера. Занял первое место в Первой лиге советского чемпионата. После побед на международных турнирах во Львове (1986) и Фрунзе (1987) стал международным гроссмейстером.
Двукратный обладатель Еврокубка в составе ЦСКА. Владимир Маланюк: «Затем меня условно простили, так как в составе сборной ЦСКА, которая в конце 1980-х ехала в Роттердам на Кубок Европы, не хватало, как они выразились, «нападающих». Естественно, в составе команды ехал и, по меткому выражению Б. В. Спасского, «врач-психолог». Мне было категорически запрещено разговаривать с Корчным. Но на заключительном банкете я сел за стол с Виктором Львовичем и госпожой Лееверик, чем ввел в шок господина «психолога». По возвращении в Севастополь был вызван к командующему Черноморским флотом, который по указанию начальника ГлавПУР СА и ВМФ А. А. Епишева отправил Маланюка на гауптвахту на 10 суток (максимум для старшего офицера), а затем еще на 5. Владимир имел одно из самых высоких званий среди шахматистов ЦСКА – капитан 1-го ранга. Чтобы найти ему должность его зачислили капельмейстером ракетного крейсера.  
После распада СССР Владимир Маланюк становился серебряным и бронзовым призером шахматных Олимпиад и серебряным призером чемпионата мира в составе сборной Украины. В 1994 году отобрался в финал «Интел Гран-при» по быстрым шахматам и выбил из борьбы Г. Камского, затем уступил В. Ананду. Маланюк встречался за доской со всеми чемпионами мира, начиная с Василия Смыслова, кроме Р. Фишера и М. Карлсена.
В 1998 году стал обладателем первого в истории Кубка России по шахматам.
В 2001 году перенёс операцию, вернувшись в спорт стал серебряным призером первенства Европы по рапиду 2005 года, в 2006 победил в турнире в Аяччо. Помогал молодым севастопольским шахматистам, включая гроссмейстеров Игоря Смирнова и Диану Арутюнову. С международным мастером П. Марусенко написал книгу «Универсальная голландская защита».
В конце жизни проживал с семьей в Тернополе. Умер 2 июля 2017 года в Киеве.

## Достижения
Трижды становился чемпионом Украинской ССР: в 1980, 1981 и 1986 годах. 
В составе сборной Украины неоднократно участвовал в чемпионатах СССР. Три раза участвовал в шахматных олимпиадах: в 1994, 1996 (серебряная медаль), 1998 (бронзовая медаль) годах.
Лучшие результаты в международных турнирах: Баку (1983) — 2—3-е; Львов (1984 и 1986) — 7—8-е и 1—3-е; Таллин (1987) — 2—3-е; Москва (1987, 1-й турнир) — 3—5-е; Фрунзе (1987) — 1-е места.

## Спортивные достижения
| Год  | Город   | Турнир                          | + | − | =  | Результат | Место |
| ---- | ------- | ------------------------------- | - | - | -- | --------- | ----- |
| 1980 | Харьков | 49-й чемпионат Украины          |   |   |    | 10½ из 13 | 1     |
| 1981 | Ялта    | 50-й чемпионат Украины          |   |   |    | 10 из 14  | 1     |
| 1983 | Москва  | 50-й чемпионат СССР             | 4 | 4 | 7  | 7½ из 15  | 6—9   |
| 1985 | Ужгород | 54-й чемпионат Украины          | 2 | 1 | 11 | 7½ из 14  | 7     |
| 1986 | Киев    | 55-й чемпионат Украины          | 7 | 0 | 8  | 11 из 15  | 1     |
|      | Киев    | 53-й чемпионат СССР             | 6 | 3 | 8  | 10 из 17  | 2—7   |
| 1987 | Минск   | 54-й чемпионат СССР             | 2 | 6 | 9  | 6½ из 17  | 13—15 |
| 1988 | Москва  | 55-й чемпионат СССР             | 1 | 6 | 10 | 6 из 17   | 17—18 |
| 1989 | Одесса  | 56-й чемпионат СССР             | 3 | 6 | 6  | 6 из 15   | 15—16 |
| 1991 | Москва  | 58-й и последний чемпионат СССР | 3 | 2 | 6  | 6 из 11   | 15—22 |
| 1994 | Москва  | 31-я Олимпиада                  | 3 | 2 | 7  | 6½ из 12  |       |
| 1996 | Ереван  | 32-я Олимпиада                  | 3 | 1 | 5  | 5½ из 9   | 2     |
| 1998 | Элиста  | 33-я Олимпиада                  | 2 | 0 | 5  | 4½ из 7   | 3     |
|      |         |                                 |   |   |    | из        |       |

## Изменения рейтинга
| Графики недоступны из-за технических проблем. См. информацию на Фабрикаторе и на mediawiki.org. |